# اوگوست سروریه
اوگوست سروریه (فرانسوی: Auguste Serrurier‎; ۲۵ مارس ۱۸۵۷ – تاریخ ورودی نامعتبر است) کماندار اهل فرانسه بود.